# HD 152581
HD 152581 — звезда, которая находится в созвездии Змееносец на расстоянии около 607 световых лет от нас. Вокруг звезды обращается, как минимум, одна планета.

## Характеристики
HD 152581 — звезда 8,54 звёздной величины; впервые в астрономической литературе упоминается в каталоге Генри Дрейпера, изданном в начале XX века. Это очень старый оранжевый субгигант возрастом около 12 миллиардов лет. Масса и радиус звезды эквивалентны 0,927 и 4,8 солнечных соответственно. Температура поверхности составляет приблизительно 5155 Кельвин. По светимости звезда превосходит наше Солнце почти в 15 раз.

## Планетная система
В 2011 году группой астрономов, работающих с данными, полученными в обсерватории Кека, было объявлено об открытии планеты HD 152581 b в системе. Она представляет собой газовый гигант, с массой, равной 1,5 массы Юпитера. Планета обращается на расстоянии 1,48 а.е. от родительской звезды, совершая полный оборот вокруг неё за 689 суток. Открытие планеты было выполнено методом Доплера. Планета была названа Гянджа в честь Города в Азейрбайджане, а Звезда была названа в честь Мехсети, Азейрбайджанской поэтессы.